# Wilkesboro (Karolina Północna)
Wilkesboro – miasto w Stanach Zjednoczonych, w stanie Karolina Północna, siedziba administracyjna hrabstwa Wilkes.